# La Jarrie-Audouin
La Jarrie-Audouin là một xã trong tỉnh Charente-Maritime trong vùng Nouvelle-Aquitaine tây nam nước Pháp. Xã này nằm ở khu vực có độ cao t34-89 mét trên mực nước biển.